# Ocean's Eleven - Faceți jocurile!
Ocean's Eleven - Faceți jocurile! este un film american de comedie cu jafuri din 2001, regizat de Steven Soderbergh, după un scenariu de Ted Griffin⁠(d). Prima parte din trilogia de filme Ocean's, este un remake al filmului de tip Rat Pack⁠(d) din 1960 cu același nume⁠(d). Filmul are o distribuție de ansamblu care include George Clooney, Matt Damon, Andy García, Brad Pitt, Julia Roberts, Casey Affleck, Scott Caan⁠(d), Elliott Gould, Bernie Mac, Qin Shaobo⁠(d) și Carl Reiner. Intriga se desfășoară în jurul prietenilor Danny Ocean (Clooney) și Rusty Ryan (Pitt), care plănuiesc un furt de 160 de milioane de dolari de la proprietarul cazinoului Terry Benedict (García), iubitul fostei soții a lui Ocean, Tess (Roberts).
Ocean's Eleven - Faceți jocurile! a fost lansat în cinematografe în Statele Unite pe 7 decembrie 2001 de Warner Bros. Pictures. Filmul a primit recenzii pozitive de la critici și a fost un succes de box-office, încasând 450,7 milioane de dolari în întreaga lume și devenind al cincilea film cu cele mai mari încasări din 2001. Soderbergh a regizat două continuări, Unsprezece plus una în 2004 și Ocean's Thirteen - Acum sunt 13 în 2007. Ocean's 8: Jaf cu clasă, un produs derivat cu o distribuție de protagoniste exclusiv femei, a fost lansat în 2018.

## Distribuție

### Cei Unsprezece
În ordinea recrutării:
- George Clooney în rolul lui Danny Ocean, un fost condamnat care stabilește un jaf
- Bernie Mac ca Frank Catton, un crupier discreditat și escroc
- Brad Pitt în rolul lui Robert „Rusty” Ryan, prietenul și partenerul lui Danny la infracțiuni
- Elliott Gould în rolul lui Reuben Tishkoff, un fost proprietar de cazinou care este prietenul bogat al lui Danny
- Casey Affleck în rolul lui Virgil Malloy, un mecanic talentat
- Scott Caan⁠(d) în rolul lui Turk Malloy, un mecanic talentat și fratele lui Virgil
- Eddie Jemison⁠(d) ca Livingston Dell, un expert în electronică și supraveghere
- Don Cheadle ca Basher Tarr, un expert în explozibili
- Qin Shaobo⁠(d) ca Yen „Uimitor”, un acrobat
- Carl Reiner ca Saul Bloom, un escroc în vârstă
- Matt Damon în rolul lui Linus Caldwell, un hoț de buzunare care îl ajută pe Danny

### Alții
- Andy García în rolul lui Terry Benedict, proprietarul cazinourilor jefuite și rivalul lui Reuben
- Julia Roberts în rolul lui Tess Ocean, fosta soție a lui Danny și iubita lui Terry
- Scott L. Schwartz⁠(d) ca Bruiser, un uriaș bătăuș care lucrează cu Ocean

### Roluri cameo
- Cinci actori de televiziune fac roluri cameo ca ei înșiși, fiind învățați cum să joace poker de Rusty:
  - Holly Marie Combs
  - Topher Grace
  - Joshua Jackson
  - Barry Watson⁠(d)
  - Shane West⁠(d)
- Jerry Weintraub⁠(d) în rolul lui Denny Shields, un jucător de noroc
- Siegfried și Roy ca ei înșiși
- Wayne Newton⁠(d) ca el însuși
- Henry Silva⁠(d) și Angie Dickinson ca ei înșiși (ambele au apărut în filmul original⁠(d))
- Eydie Gormé⁠(d) și soțul ei Steve Lawrence⁠(d) ca ei înșiși
- Boxerii Wladimir Klitschko și Lennox Lewis ca ei înșiși
- Comentatorul de box Larry Merchant⁠(d) și prezentatorul sportiv James Lampley⁠(d) ca ei înșiși

## Recepție

### Recenzii critice
Pe site-ul web al agregatorului de recenzii Rotten Tomatoes, filmul are un rating de aprobare de 83% pe baza a 182 de recenzii, cu o evaluare medie de 7/10. Consensul critic al site-ului spune: „Pe cât de rapid în desfășurarea acțiunii, de spiritual și distractiv, pe atât de plin de stele și de elegant, Ocean's Eleven oferă o porție bine condimentată de divertisment fără vreo profunzime intelectuală”. Pe Metacritic, filmul are un scor mediu ponderat de 74 din 100, bazat pe 35 de critici, indicând „recenzii favorabile în general”. Publicul chestionat de CinemaScore a acordat filmului o notă medie de „B+” pe o scară de la A+ la F.